# Code Black (dj)
Code Black (Australië, 30 juli 1987) is de artiestennaam van de Australische hardstyle-dj en producer Corey Soljan. Als lid van de act "Bioweapon" heeft hij de wereld over gereisd en gedraaid op onder andere Defqon.1 (Nederland en Australië), Hard Bass en Euphoria. Eenmaal in Nederland heeft hij zijn solo act verder uitgebouwd, en is hij gestopt met zijn duo act. Hij draait en produceert verschillende stijlen van euforisch tot de wat rauwere stijlen.
In 2013 sloot hij zich aan bij het Nederlandse platenlabel, WE R Music van Brennan Heart.

## Discografie
| Uitgave                                      | Alias                                   | Label                                   | Jaar |
| -------------------------------------------- | --------------------------------------- | --------------------------------------- | ---- |
| Red Planet                                   | Code Black                              | Fusion Records                          | 2011 |
| Visions                                      | Code Black                              | Fusion Records                          | 2011 |
| About The Music                              | Toneshifterz & Code Black               | Fusion Records                          | 2012 |
| Can't Hold Me Back                           | Code Black & NitrouZ                    | Fusion Records                          | 2012 |
| Time Of Your Life (WISH Outdoor Anthem 2012) | Slim Shore & Code Black                 | Fusion Records                          | 2012 |
| Activated / Your Moment                      | Code Black & Wasted Penguinz            | Fusion Records                          | 2012 |
| F.E.A.R.                                     | Code Black                              | Fusion Records                          | 2012 |
| Get Ya Hands Up (Code Black Rmx)             | Code Black                              | Fusion Records                          | 2012 |
| Brighter day                                 | Code Black                              | WE R                                    | 2013 |
| R.E.V.O.L.U.T.I.O.N.                         | Code Black                              | WE R                                    | 2013 |
| Pandora                                      | Code Black                              | WE R                                    | 2013 |
| Feels Good                                   | Code Black                              | WE R                                    | 2013 |
| Starting over                                | Code Black & Atmozfears                 | WE R                                    | 2013 |
| Accelerate                                   | Code Black & Atmozfears                 | Official Xxlerator Anthem 2014          | 2014 |
| Unleash the Beast                            | Code Black                              | Official Defqon.1 Australia Anthem 2014 | 2014 |
| Draw Me Closer                               | Code Black                              | WE R                                    | 2014 |
| New World                                    | Code Black feat. Chris Madin            | WE R                                    | 2015 |
| End Like This                                | Code Black & Wasted Penguinz ft. Insali | WE R                                    | 2015 |
| See The Light                                | Code Black & Da Tweekaz & Paradise      | TBA                                     | 2016 |
| You've Got the Love                          | Code Black                              | TBA                                     | 2016 |

## Hitnotaties

### Singles
| Single met eventuele hitnotering(en) in de Nederlandse Top 40 | Datum van verschijnen | Datum van binnenkomst | Hoogste positie | Aantal weken | Opmerkingen |
| ------------------------------------------------------------- | --------------------- | --------------------- | --------------- | ------------ | ----------- |
| Brighter day                                                  | 2013                  | 20-04-2013            | top11*          |              |             |